# Czekolada (film 2008)
Czekolada (taj. ช็อคโกแลต) – tajski film akcji z 2008 roku, w reżyserii Prachya Pinkaewa. Premiera filmu miała miejsce 6 lutego 2008.

## Obsada
- Yanin Vismitananda – Zen
- Ammara Siripong – Zin
- Hiroshi Abe – Masashi